# Olivier Merle (rugby à XV)
Pour les articles homonymes, voir Olivier Merle et Merle (homonymie).
Pas d'image ? Cliquez ici

a Compétitions nationales et continentales officielles uniquement.

b Matchs officiels uniquement.
Dernière mise à jour le 16 août 2017.
Olivier Merle, né le 14 novembre 1965 à Chamalières, est un joueur international français de rugby à XV évoluant au poste de deuxième ligne au FC Grenoble, à l'AS Montferrand et en sélection nationale. Mesurant 1,98 m pour 123 kg à 135 kg de poids et chaussant du 51, son poids était alors exceptionnel pour un joueur international de rugby.

## Carrière sportive

### Lanceur de poids
Dès son plus jeune âge, ses mensurations exceptionnelles (il est notamment connu pour chausser du 51) et la proximité de l'équipe de rugby de Montferrand poussent ses proches à l'orienter vers le rugby. Ce n'est que sur le tard, ayant commencé une carrière de lanceur de poids de haut niveau, que pour faire taire ses proches pressants il se saisit de deux dés et déclare que si le double six sort, il ira au rugby. Le double six apparaît et Olivier Merle signe donc au rugby. Cette anecdote le fait par la suite surnommer par la presse britannique « The Dice man » (l'homme aux dés). Sa réputation internationale lui apportera d'autres surnoms : « l'homme et demi » ou encore « Massif-Central ».

### Début en tant que rugbyman
Il commence sa carrière dans des petits clubs de la région clermontoise comme le Blanzat Athletic Club. Il signe par la suite à l'AS Montferrand, puis il passe par le RC Vichy.

#### Privé du titre de champion de France 1993 avec Grenoble
Il joue ensuite pour le FC Grenoble sous l'ère des Mammouths de Jacques Fouroux et de Michel Ringeval avec pour point d'orgue notamment la participation à la finale du championnat de France 1992-1993, en se voyant priver d'un titre de champion de France à la suite d'une erreur d'arbitrage,. L'arbitre avouera treize ans plus tard avoir privé du titre les grenoblois par son erreur et avoir été influencé par les supporters agenais qui se plaignaient du jeu trop physique des grenoblois.

#### Retour à Clermont
Après une autre demi-finale jouée avec Grenoble en 1994, il retourne à l'AS Montferrand lors de la saison 1994-1995 mais alors en licence rouge (comme tous les internationaux qui souhaitaient changer de club), il doit attendre un an avant d'intégrer l'équipe première mais conserve toutefois sa place en équipe de France.
Avec son nouveau club, il dispute une autre demi-finale de championnat en 1997 contre Bourgoin-Jallieu et une seconde finale en 1999, en tant que remplaçant. Il remporte également le Challenge européen 1998-1999.

#### Olivier Merle signe à Narbonne
Il poursuit ensuite sa carrière en club au RC Narbonne où il dispute une autre finale de challenge européen et au Stade aurillacois.
En 2016, le site Rugbyrama le classe sixième parmi les 10 meilleurs joueurs de l'histoire de l'ASM Clermont Auvergne.

### Olivier Merle en équipe nationale

#### Vainqueur de la tournée en Afrique du Sud en 1993
Il obtient sa première sélection le 26 juin 1993 contre l'Afrique du Sud à l'ABSA Stadium de Durban juste après la finale polémique Grenoble-Castres et sa dernière le 22 novembre 1997 contre l'Afrique du Sud au Parc des Princes à Paris.

#### Vainqueur de la tournée en Nouvelle-Zélande en 1994
En 1994, la presse néo-zélandaise, impressionnée par sa force et ses mensurations, le surnomme L'homme et demi au lendemain d'une double victoire historique de l'équipe de France contre les All Blacks.

#### Vainqueur du grand chelem 1997 avec l’équipe de France
Il dispute aussi la Coupe du monde de rugby à XV 1995 et réalise le grand chelem avec l'équipe de France en 1997.

### Avec les Barbarians
En juin 1999, il participe à la tournée des Barbarians français en Argentine. Il est remplaçant contre le Buenos Aires Rugby Club à San Isidro. Il remplace en cours de jeu Thierry Cléda. Les Baa-Baas s'imposent 52 à 17. Puis, il est titulaire contre les Barbarians Sud-Américains à La Plata. Les Baa-Baas français s'imposent 45 à 28.

## Reconversion
L'homme et demi est le nom qu'il choisit de donner à l'entreprise de coutellerie et de vêtement de grande taille qu'il crée à la fin de sa carrière sportive. Olivier Merle donne également son nom à une cuvée de Saint-Verny, coopérative de vignerons située à Veyre-Monton, qui produit de 8 000 à 9 000 hectolitres de vins d'appellation Côtes d'Auvergne. Sa propre ligne de couteaux se nomme Merluche, un autre de ses surnoms. Il est aussi le parrain d'honneur des Arvernes de Lutèce, association de supporters de l'ASM vivant en Île-de-France.
Il apparaît aux côtés de Vincent Moscato dans le film de Michaël Youn Vive la France sorti en 2013. Olivier Merle n'y a pas de réplique mais administre un plaquage destructeur sur José Garcia avant d'entonner une chanson paillarde dans la douche.

## Palmarès

### En club
Avec le FC Grenoble
- Championnat de France de première division :
  - Vice-champion (1) : 1993[14]

Avec Montferrand
- Championnat de France de première division :
  - Vice-champion (1) : 1999

Avec le RC Narbonne
- Challenge européen :
  - Finaliste (1) : 2001

### En équipe nationale
- Vainqueur du Grand Chelem en 1997.
- Vainqueur de la série de test chez les Springboks lors de la tournée 1993, à Johannesbourg.
- Vainqueur de la série de test chez les All Blacks lors de la tournée 1994, à Christchurch et à Auckland.

## Statistiques en équipe nationale
- 45 sélections en équipe de France, de 1993 à 1997 pour 30 points (6 essais).
- Sélections par année : 5 sélections en 1993, 8 en 1994, 13 en 1995, 7 en 1996, 12 en 1997.
- Tournois des Cinq Nations disputés de 1994 à 1997.
- 5 sélections lors de la Coupe du monde 1995.
- Participation à la Coupe latine en 1995 et 1997.

### Tournoi des Cinq Nations
| Édition           | Rang | Résultats France | Résultats Merle | Matchs Merle |
| ----------------- | ---- | ---------------- | --------------- | ------------ |
| Cinq Nations 1994 | 3    | 2 v, 0 n, 2 d    | 2 v, 0 n, 2 d   | 4/4          |
| Cinq Nations 1995 | 3    | 2 v, 0 n, 2 d    | 2 v, 0 n, 0 d   | 2/4          |
| Cinq Nations 1996 | 3    | 2 v, 0 n, 2 d    | 1 v, 0 n, 1 d   | 2/4          |
| Cinq Nations 1997 | 1    | 4 v, 0 n, 0 d    | 4 v, 0 n, 0 d   | 4/4          |

Légende : v = victoire ; n = match nul ; d = défaite ; la ligne est en gras quand il y a Grand Chelem.

### Coupe du monde
| Édition             | Rang      | Résultats France | Résultats Merle | Matchs Merle |
| ------------------- | --------- | ---------------- | --------------- | ------------ |
| Afrique du Sud 1995 | Troisième | 5 v, 0 n, 1 d    | 4 v, 0 n, 1 d   | 5/6          |

Légende : v = victoire ; n = match nul ; d = défaite.

## Filmographie
Sauf indication contraire, les informations mentionnées dans cette section peuvent être confirmées par la base de données cinématographiques IMDb,  présente dans la section « Liens externes ».
- 2013 : Vive la France de Michaël Youn : un rugbyman
- 2016 : Arès de Jean-Patrick Benes : La Masse
- 2020 : Le Prince oublié de Michel Hazanavicius : le molosse bleu